# 燦岑貝格山
47°24′17″N 9°45′17″E / 47.40472°N 9.75472°E

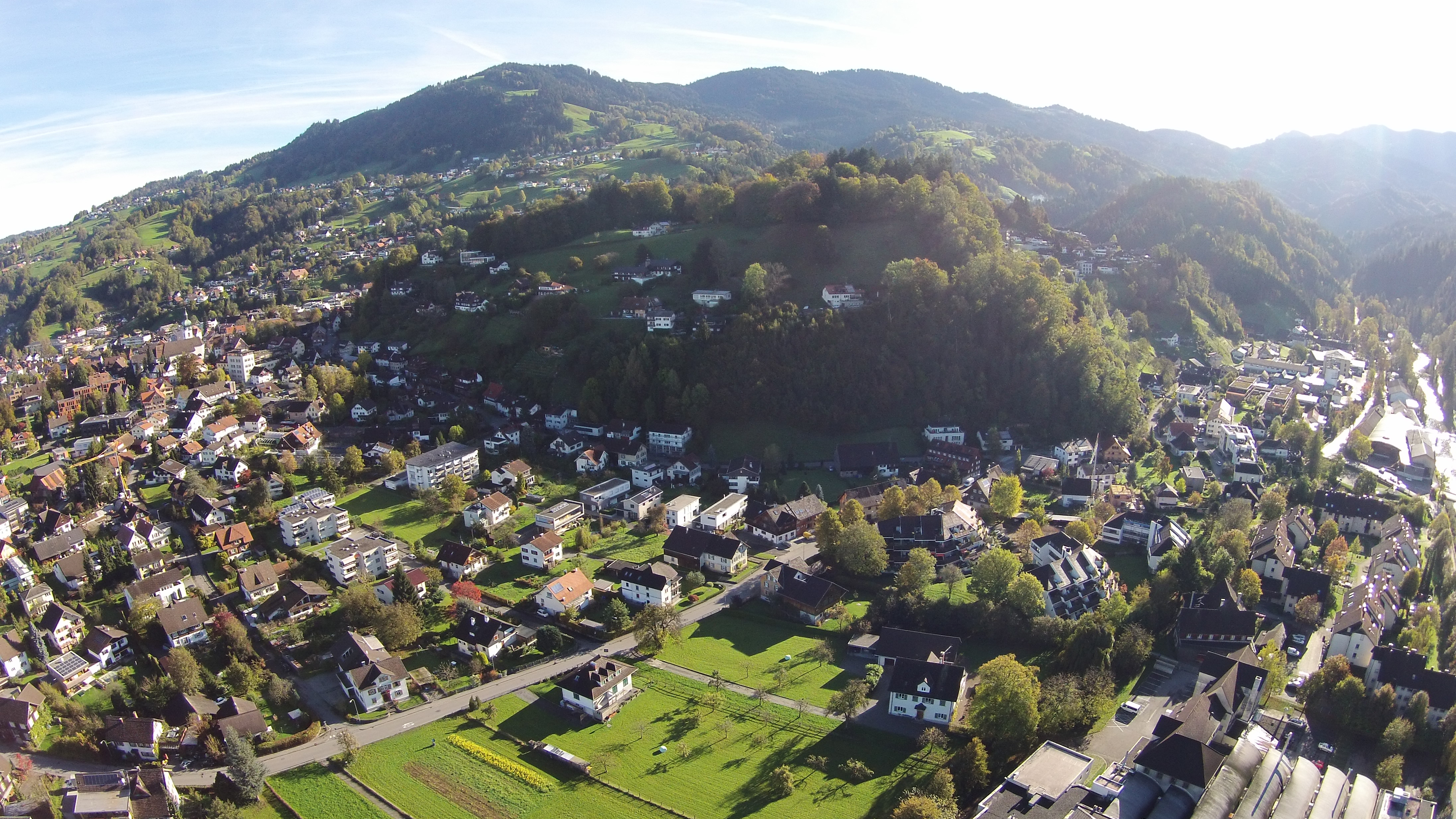

燦岑貝格山（德語：Zanzenberg），是奧地利的山峰，位於該國西部，由福拉爾貝格州負責管轄，處於多恩比恩，海拔高度583米，是當地居民娛樂的熱門目的地，擁有步行道和開放空間。